# 2013年达尔巴袭击
2013年纳萨尔派达尔巴丛林袭击（2013 Naxal attack in Darbha valley）指2013年5月25日，印度共產黨（毛主義）所領導的武装於印度恰蒂斯加爾邦的苏格马县、針對印度國民大會黨重要領導人的車隊的襲擊行動，造成至少27人死亡，包括前工商部部長馬亨德拉·卡馬以及国大党恰蒂斯加爾邦主席南德·庫馬爾·帕托爾等人。